# Royal Academy of Music
La Royal Academy of Music (també abreujat RAM, Reial Acadèmia de Música en català) és una escola de música situada a Londres (Regne Unit). Es tracta d'una de les més destacades d'arreu el món en la seva categoria. Forma part de la Universitat de Londres.

## Història
Va ser fundada per Lord Burghersh el 1822 i el 1830 el rei Jordi IV li va concedir una Carta Reial "per a promoure la dispersió de la ciència musical i tenir accés a instal·lacions per a obtenir perfecció en assistint per instrucció general totes les persones desitjoses d'adquirir aquests coneixements". Des de 1999 va entrar a formar part de la Universitat de Londres.

## Instal·lacions
El nucli de la Royal Academy of Music està situat a Regent's Park. Compta amb nombroses instal·lacions: la Duke's Hall, una sala de concerts de 450 places, una òpera, una nova sala de concerts amb 150 cadires construïda el 2001 i el museu d'instruments musicals York Gate Collections. La biblioteca de l'Acadèmia conté més 160 mil obres, en la qual destaquen els manuscrits originals de La reina de les fades de Henry Purcell, de The Mikado d'Arthur Sullivan o de la Fantasia sobre un tema de Thomas Tallis de Ralph Vaughan Williams.

## Alumnes notables
- Ethel Mary Boyce
- William Alwyn
- John Barbirolli
- Elton John
- Philip Langridge
- Annie Lennox
- Felicity Lott
- Michael Nyman
- Sir Simon Rattle
- David Russell
- Arthur Sullivan
- Eva Turner
- Henry Wood
- William Wallace
- John Blackwood Mac Ewen
- Tobias Matthay
- Benjamin Dale